# Carlos Macedo (político)
Carlos Mattos Chaves de Macedo (Sé Nova, Coimbra, 26 de janeiro de 1937 – 18 de junho de 2017) foi um médico e político português. Ocupou o cargo de ministro dos Assuntos Sociais no VII Governo Constitucional, durante breves meses do ano de 1981.
Teve um papel fundamental na investigação para a Comissão de Inquérito Parlamentar “Camarate” que visava investigar a morte do ex primeiro-ministro Francisco Sá Carneiro. Haveria de assinar uma declaração de voto, com data de 21 de abril de 1983, após a votação do relatório da Comissão de Inquérito Parlamentar, com o seguinte teor:
«Votei favoravelmente o relatório final da Comissão de Inquérito Parlamentar ao "acidente" de Camarate, em 19 de Abril de 1983, em virtude de ele ser o resultado objectivo dos elementos que foi possível apurar. Dadas as limitações temporais e materiais que rodearam esta comissão, considero fundamental que a futura Assembleia da República prossiga os trabalhos iniciados por esta Comissão Parlamentar.
De acordo com as investigações levadas a cabo e de acordo com os elementos encontrados, cada dia mais se avolumou no meu espírito a tese do atentado. Não posso infelizmente prová-lo, mas também ninguém pode face aos elementos, do nosso conhecimento, sustentar a tese de acidente e muito menos tipificá-lo de incúria por parte do piloto Jorge Moutinho de Albuquerque.
Estarei sempre disponível para o apuramento integral da verdade, como foi a minha total preocupação desde o dia 4 de Dezembro de 1980, mas estarei de igual modo sempre em confronto com todos aqueles que entendem ser mais fácil explicar a "realidade" por intermédio de conclusões que não comprometem ninguém ou encerram qualquer tipo de camuflagem quanto às intenções ou investigações.»

## Formação
Antes de enveredar pela política, exerceu como médico neurologista, sendo medicina a sua formação de base. Nessa condição, desempenhou, na área da saúde, cargos dirigentes no Hospital de Santa Cruz, em Carnaxide, e do Hospital de Santarém.

## Carreira política
Aderiu ao PPD/PSD logo em maio de 1974, sendo considerado um dos membros fundadores do partido. Foi eleito vogal da Comissão Política Nacional do PPD/PSD no I Congresso do partido, em novembro de 1974, em Lisboa. Abandonou o PPD/PSD no II Congresso do partido, em Aveiro, em 1975, tendo regressado ao PPD/PSD no VI Congresso, em Lisboa, em julho de 1978. Foi novamente eleito vogal da Comissão Política Nacional do partido em junho de 1979, no VII Congresso do partido, em Lisboa, sob a liderança de Francisco Sá Carneiro.
Após a morte de Sá Carneiro, foi chamado para o VII Governo Constitucional, liderado por Francisco Pinto Balsemão, tendo assumido a pasta dos Assuntos Sociais entre janeiro e agosto de 1981, altura em que apresentou a demissão em ruptura com Balsemão. No VIII Congresso do PPD/PSD, realizado em Lisboa em fevereiro de 1981, foi eleito vice-presidente do partido. Foi deputado pelo PSD à Assembleia da República entre 1979 e 1983.
Em 1989, foi expulso do PSD, em ruptura com o então líder e primeiro-ministro, Aníbal Cavaco Silva, após criticar, n'O Independente, a então ministra da Saúde, Leonor Beleza, e o então secretário de Estado da Saúde, Costa Freire, pelos escândalos em que estiveram envolvidos. Posteriormente aderiu ao CDS-PP, partido pelo qual se candidatou à Câmara Municipal de Sintra.
Morreu a 18 de junho de 2017, aos 80 anos de idade, vítima de problemas cardíacos, na sequência de uma recente operação ao coração.

## Funções governamentais exercidas
- VII Governo Constitucional
  - Ministro dos Assuntos Sociais